# ماهی کت‌چرمی
ماهی کت‌چرمی(نام علمی: Oligoplites saurus) نام یک گونه از تیره گیش‌ماهیان است.